# Yvonne Catterfeld
Yvonne Catterfeld (ur. 2 grudnia 1979 w Erfurcie) – niemiecka wokalistka i aktorka.

## Życiorys
Yvonne Catterfeld od dziecka przejawiała zdolności muzyczne, w wieku 15 lat rozpoczęła naukę gry na pianinie i flecie, pobierając jednocześnie lekcje tańca i śpiewu. Zdała maturę w Albert-Schweitzer-Gymnasium w rodzinnym Erfurcie. Później przez dwa lata studiowała muzykę pop i jazz w Musikhochschule Leipzig. W 1998 wydała swoje pierwsze nagrania pod pseudonimem KIV, jednak nie zyskała rozgłosu.
W 2000 występując jako Vivianne uczestniczyła w konkursie młodych talentów Stimme 2000, gdzie została zauważona przez menedżera muzycznego powiązanego wówczas z wytwórnią BMG – Thomasa Steina. W 2001 wydała pierwszy singiel pod własnym nazwiskiem Bum, jednak nie zdołała zaistnieć z nim na listach przebojów. Kolejne trzy single – „Komm zurück zu mir”, „Niemand sonst” oraz „Gefühle” – znalazły spore grono zwolenników i uczyniły Yvonne znaną na niemieckim rynku muzycznym. Na rynku aktorskim znana była od roku 2002, gdy zaczęła występować w popularnej niemieckiej telenoweli Gute Zeiten, schlechte Zeiten.
W maju 2003 we współpracy z Dieterem Bohlenem, znanym z Modern Talking, wydała singiel „Für dich”, który sprzedał się w prawie półmilionowym nakładzie i pokrywając się platyną podbił listy przebojów we wszystkich krajach niemieckojęzycznych. Zapowiadał on nadejście albumu Meine Welt, który również był wielkim przebojem.
W 2004 wydała kolejny singiel z piosenką Bohlena – Du hast mein Herz gebrochen – i po raz kolejny zdobyła z nim niemałą popularność. Także album Farben meiner Welt (promowany przez jeszcze jeden singiel – „Du bleibst immer noch du”) sprzedawał się znakomicie. Jesienią ukazała się jeszcze reedycja płyty wzbogacona o kilka piosenek, m.in. premierowy „Sag mir – was meinst du?” wydany także na singlu.
Na początku 2005 roku wydany został singiel z balladą Glaub an mich, która stylistycznie do złudzenia przypominała nagrania Bohlena. Autorem był jednak Steve van Velvet, który napisał też kolejny singlowy kawałek – Eine Welt ohne dich. Oba promowały album Unterwegs, który ponownie zyskał dużą popularność. Wydano także DVD Unterwegs Live zawierające zapis kompletnego koncertu z berlińskiej Columbiahalle. W międzyczasie Yvonne grała główną rolę w kolejnej telenoweli – Sophie – panna młoda mimo woli i użyczyła głosu postaci Angie w niemieckiej wersji filmu animowanego Rybki z ferajny.
W połowie 2005 rozstała się ze swoją dotychczasową menedżerką, Veroniką Jarzombek. Zmieniło to nieco kolejne plany wydawnicze, zamiast solowego singla na początku 2006 roku nagrała duet z Erikiem Benetem Where Does The Love Go. Jesienią 2006 wydany został nowy album – Aura.
Ze względu na swoje podobieństwo do Romy Schneider została zaangażowana jako odtwórczyni jej roli w filmie wytwórni Warner Bros. Eine Frau wie Romy.

## Dyskografia

### Albumy
- 2003 Meine Welt – #1 w Niemczech
- 2004 Farben meiner Welt – #2 w Niemczech
- 2005 Unterwegs – #1 w Niemczech
- 2006 Aura – #10 w Niemczech
- 2010 Blau im Blau – #37 w Niemczech
- 2013 Lieber so

### Single
- 2001 Bum – nie notowany w Niemczech
- 2001 Komm zurück zu mir – #76 w Niemczech
- 2002 Niemand sonst – #31 w Niemczech
- 2003 Gefühle – #26 w Niemczech
- 2003 Für dich – #1 w Niemczech
- 2004 Du hast mein Herz gebrochen – #1 w Niemczech
- 2004 Du bleibst immer noch du – #21 w Niemczech
- 2004 Sag mir – was meinst du? – #14 w Niemczech
- 2005 Glaub an mich – #3 w Niemczech
- 2005 Eine Welt ohne dich – #31 w Niemczech
- 2006 Where Does The Love Go (duet z Erikiem Benetem) – #28 w Niemczech
- 2006 Erinner mich dich zu vergessen – #7 w Niemczech
- 2007 Die Zeit ist reif – #55 Niemczech
- 2010 Blau im Blau – #52 w Niemczech
- 2013 Pendel

### DVD
- 2004 Farben meiner Welt
- 2005 Unterwegs Live

## Filmografia

### Filmy
- 2002: Atlantic Affairs (TV)
- 2002 Starnacht am Wörthersee w roli samej siebie
- 2005: Was Sie schon immer über Singles wissen wollten (TV)
- 2005 Chartbreak Hotel jako muzyczny gość
- 2007: Miłość z przedszkola (Keinohrhasen) jako narzeczona Kłyczko
- 2008: Das Geheimnis des Königssees (TV) jako Marla Hofer / Nora Schiller
- 2008: U-900 jako Maria
- 2009 Schatten der Gerechtigkeit (TV) jako Maria Teiss
- 2009: Romy jako Romy Schneider
- 2009: Czarodziejka Lili: Smok i magiczna księga jako piękna blondynka (głos)
- 2009 Wulkan (Vulkan, TV) jako Daniela Eisenach
- 2009: Miłość z przedszkola 2 (Zweiohrküken) jako Yvonne Catterfeld
- 2010: Żona terrorysty (Die Frau des Schläfers, TV) jako Karla Ben Yakin
- 2010: Das Leben ist zu lang jako Caro Will
- 2011: Dziewczyna na dnie morza jako Lotte Baierl
- 2011: Cudowna podróż jako Gans Daunenfein (głos)
- 2012: Plötzlich 70! (TV) jako Melanie Müller
- 2013: Kraina grzecznych dzieci (Strana khoroshikh detochek) jako królowa
- 2013: Narodziny bohaterów (Helden - Wenn Dein Land Dich braucht, TV) jako Andrea Weber
- 2014: Bocksprünge jako Eva
- 2014: Piękna i Bestia (La Belle et la bête) jako księżniczka
- 2015: The von Trapp Family: A Life of Music jako Maria Gustl von Trapp
- 2016: Filary władzy (A Dangerous Fortune, TV) jako Nora Pilaster
- 2018: Tabaluga jako lodowa księżniczka Lilli (głos)

### Seriale TV
- 2002-2005: Dobre czasy, złe czasy (Gute Zeiten, schlechte Zeiten) jako Julia Blum
- 2004 Die 100 nervigsten... w roli samej siebie
- 2005 Sophie – panna młoda mimo woli jako Hrabina Sophie von Ahlen
- 2005 Hallo Robbie! jako Kerstin Steinhage
- 2005: Tatort: Der Name der Orchidee jako młoda kobieta na balkonie
- 2014: Cecelia Ahern: Moje całe pół życia (My Whole Half Life) jako Amelia
- 2014: Cecelia Ahern: Między niebem a ziemią (Zwischen himmel und hier) jako Amelia
- 2016-2019: Wolfsland jako Viola Delbrück